# Panhard & Levassor Type A1/A2

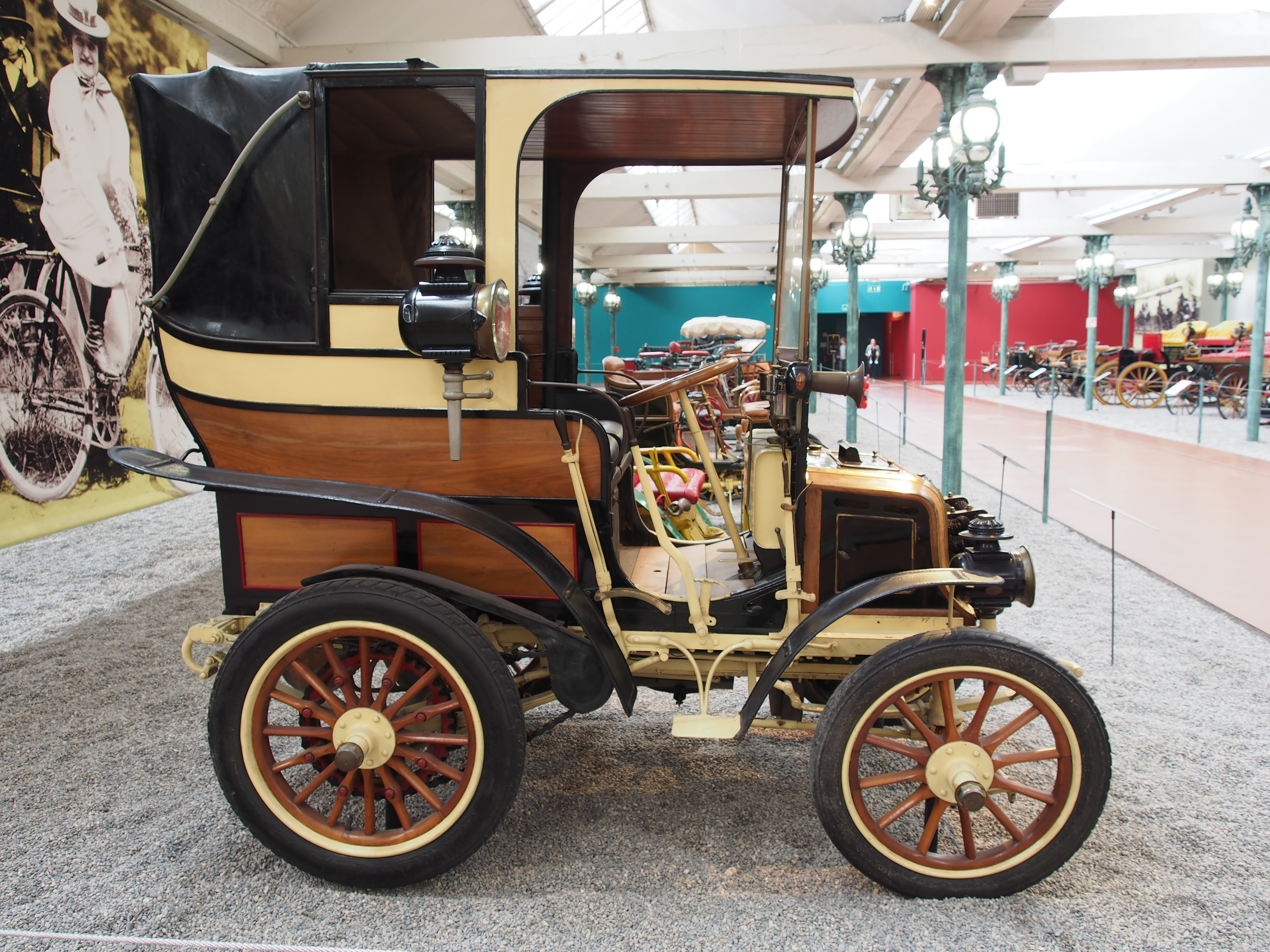
Landaulet

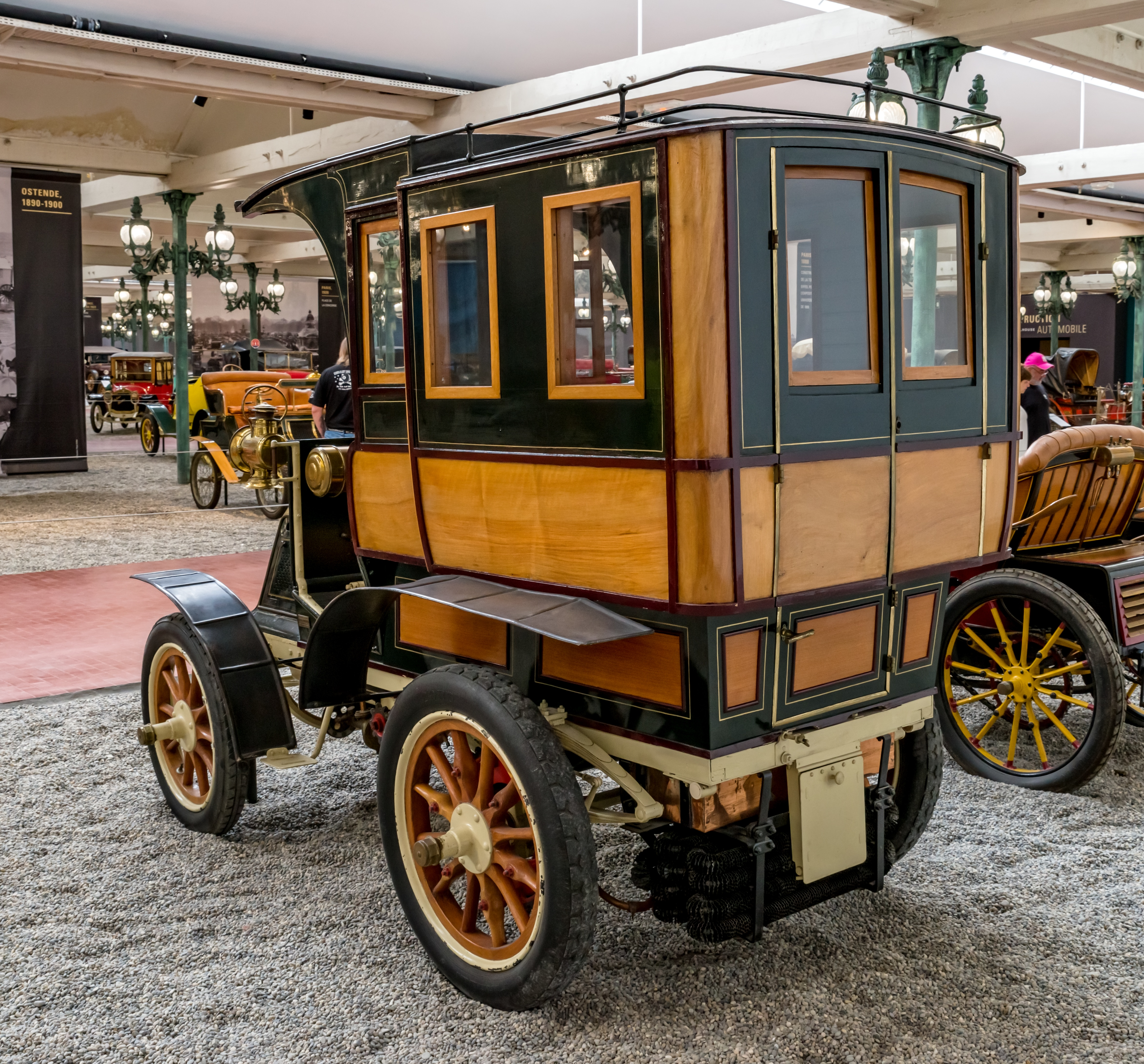
Als geschlossener Tonneau

Der Panhard & Levassor Type A1/A2 ist ein frühes Pkw-Modell des Herstellers Panhard & Levassor in Frankreich.

## Beschreibung
Der Panhard & Levassor Type A1/A2 war das erste Modell des Herstellers, das eine Typenbescheinigung durch die zuständige nationale Behörde erhielt. Bauzeit war von 1899 bis 1902. Vorgänger waren M2E und M2F und Nachfolger Type A und Type D.
Die internen Codes M2E und M2F wurden von den Vorgängern übernommen. Das „M“ steht für den sogenannten Phénix-Motor nach einer Lizenz der Daimler-Motoren-Gesellschaft. Die „2“ zeigt die Anzahl der Zylinder an.
Zwei jeweils vorn im Fahrgestell eingebaute Zweizylinder-Reihenmotoren standen zur Wahl. Der kleinere, M2E genannt, hat 80 mm Bohrung, 120 mm Hub und 1206 cm³ Hubraum. Der größere mit 90 mm Bohrung und 130 mm Hub hat 1654 cm³ Hubraum. In den ersten beiden Jahren waren sie mit 4 CV und 6 CV angegeben, danach mit 5 CV und 7 CV. Der Wagen hat ein Dreiganggetriebe und Kettenantrieb auf die Hinterräder.
Der Radstand betrug je nach Ausführung 180 cm bis 265 cm. Bekannt sind Aufbauten in den Karosseriebauformen Doppelphaeton, Tonneau, Phaeton, Break, Kleinbus, Kastenwagen und Pick-up.
Von der Ausführung mit dem kleineren Motor wurden von 1899 bis März 1902 in den einzelnen Jahren 41, 1, 59 und 6 Stück hergestellt, zusammen also 107. Die Version mit dem größeren Motor lief bis April 1902 und war erfolgreicher. In den einzelnen Jahren entstanden 266, 117, 229 und 42 Fahrzeuge, insgesamt 654 Fahrzeuge. Zusammen sind das 761 Stück, von denen 75 exportiert wurden.
Mehrere Fahrzeuge sind erhalten geblieben. Einige wurden für 259.100 Pfund, 379.000 US-Dollar, 442.750 Pfund und 322.000 Pfund versteigert.